# 17号科罗拉多州州道
17号科罗拉多州州道（英語：Colorado State Highway 17，SH-17）是美国科罗拉多州南部的一条南-北走向的州级公路，全长88.5英里（142.4），北起薩沃奇縣維拉格羅夫南侧接285号美国国道（US-285），南至新墨西哥州的边界接17号新墨西哥州州道（NM-17），其中的阿拉莫萨-安东尼托段与285号美国国道并线。

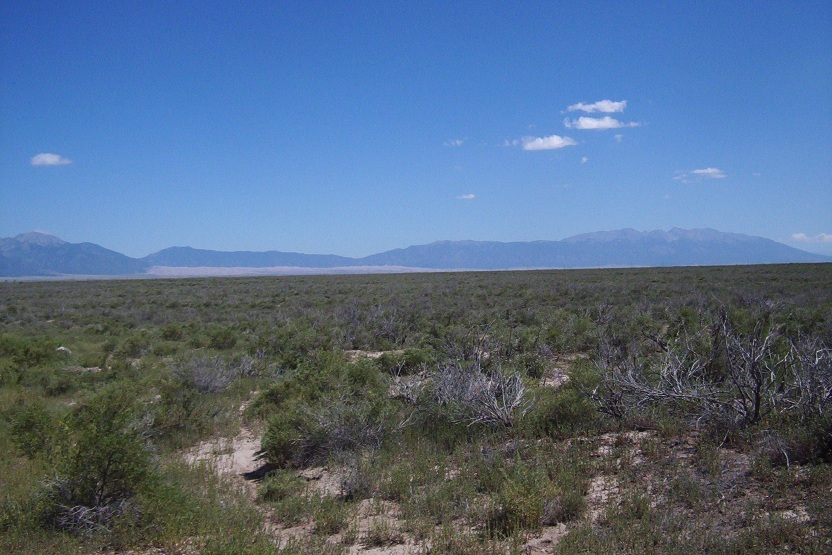
17号科罗拉多州州道一景，位于莫法特与胡珀之间